# Steuden
Steuden ist ein Ortsteil der Gemeinde Teutschenthal im Saalekreis in Sachsen-Anhalt (Deutschland).

## Geschichte
Steuden wurde um 800 erstmals erwähnt. Steuden und das Rittergut Etzdorf gehörten zum Unteramt Schraplau im Distrikt Schraplau der Grafschaft Mansfeld. Bei der Teilung der Grafschaft Mansfeld 1738/80 kamen beide Orte mit dem Unteramt Schraplau zu dem Anteil, den das preußische Herzogtum Magdeburg erhielt.
Mit dem Frieden von Tilsit wurden Steuden und Etzdorf im Jahr 1807 dem Königreich Westphalen angegliedert und dem Distrikt Halle im Departement der Saale zugeordnet. Sie kamen zum Kanton Schraplau. Nach der Niederlage Napoleons und dem Ende des Königreichs Westphalen befreiten die verbündeten Gegner Napoleons Anfang Oktober 1813 das Gebiet.
Bei der politischen Neuordnung nach dem Wiener Kongress 1815 wurden Steuden und das Gut Etzdorf im Jahr 1816 dem Regierungsbezirk Merseburg der preußischen Provinz Sachsen angeschlossen und dem Mansfelder Seekreis angegliedert.
Am 30. September 1928 wurde der Gutsbezirk Etzdorf mit der Landgemeinde Steuden vereinigt. Im Zuge der ersten Kreisreform in der DDR wurde Steuden am 15. Juni 1950 in den Saalkreis umgegliedert. Mit der zweiten Kreisreform erfolgte am 25. Juli 1952 die Umgliederung von Steuden in den Kreis Eisleben und am 4. Dezember 1952 in den neu zugeschnittenen Saalkreis im Bezirk Halle.
Seit 1994 gehörte Steuden zur Verwaltungsgemeinschaft Würde/Salza. Durch die Eingemeindung nach Teutschenthal am 1. Januar 2010 ist Steuden eine Ortschaft der Gemeinde Teutschenthal mit den Ortsteilen Steuden und Etzdorf. Letzter Bürgermeister Steudens war Siegfried Schlegel.

## Kultur und Sehenswürdigkeiten

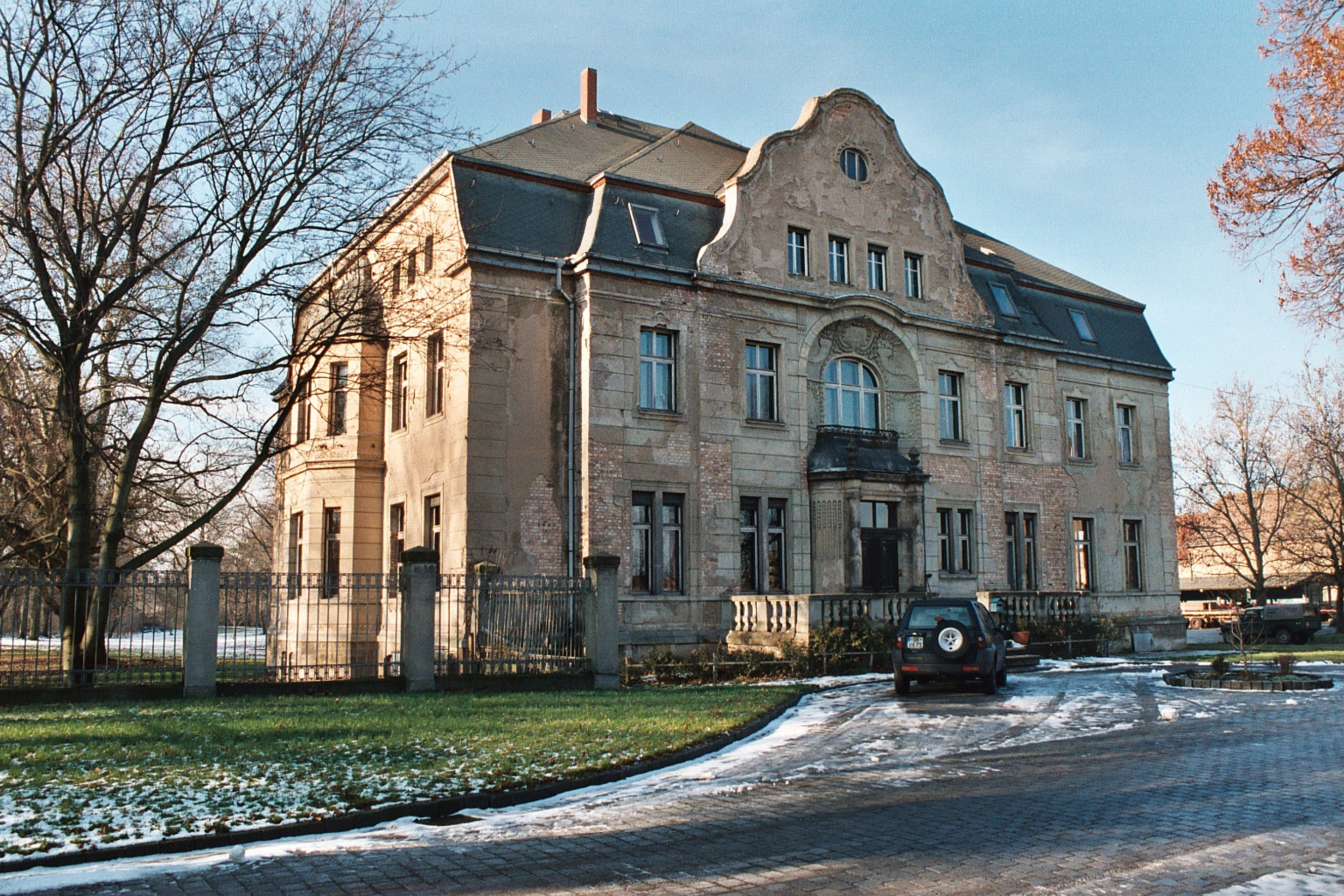
Gutshaus in Etzdorf

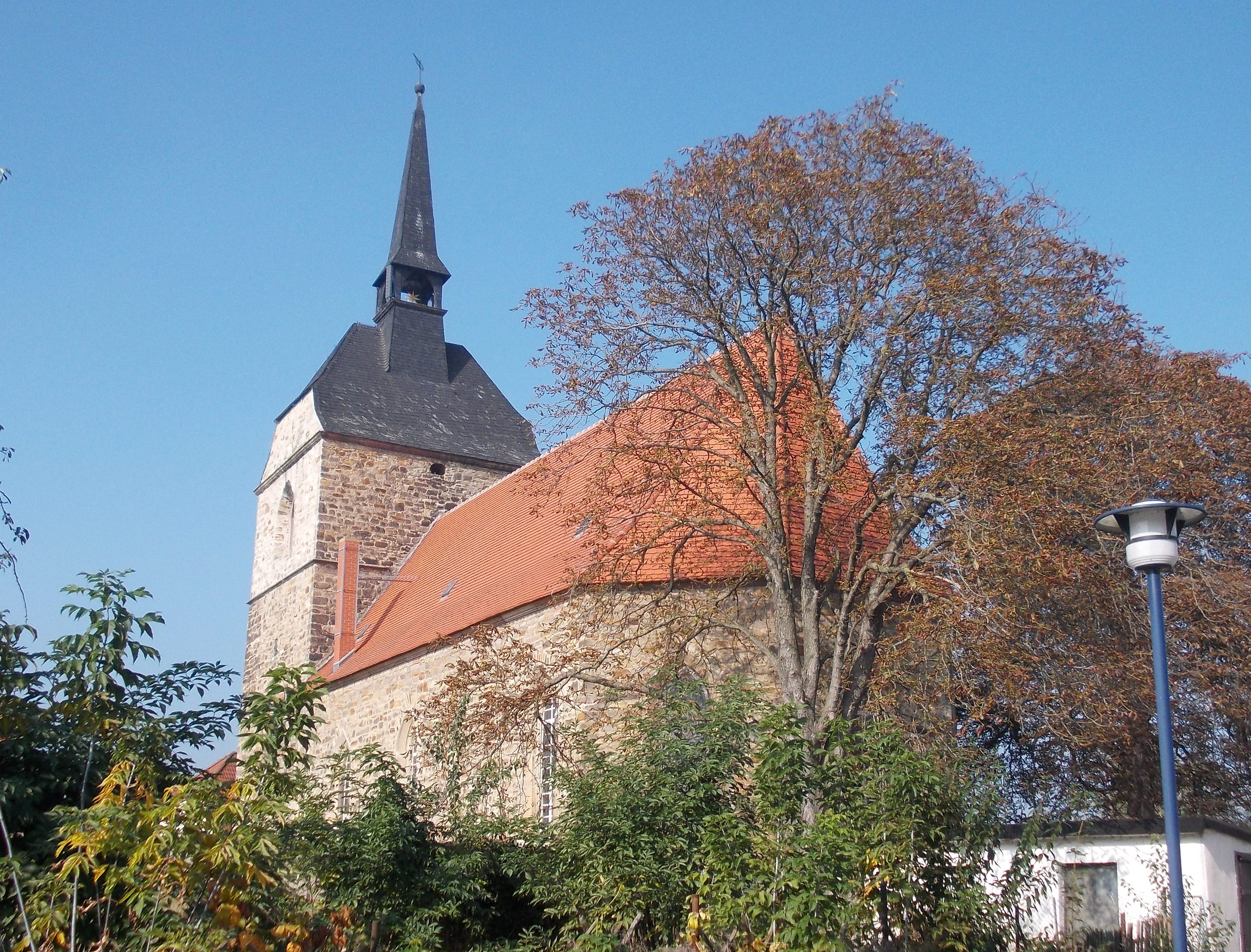
Kirche

Sehenswert sind die 300 Jahre alte Kirche und die vor 125 Jahren gepflanzte Denkmalseiche. Zu Steuden gehört das Rittergut Etzdorf.

## Wappen und Flagge

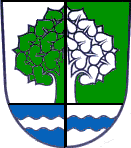
Ortswappen

Das Wappen wurde am 11. August 1999 durch das Regierungspräsidium Halle genehmigt.
Blasonierung: „Gespalten von Silber und Grün mit einer Linde in verwechselten Farben über einem von Blau und Silber gespaltenen, mit einem Wellenleistenstab in verwechselten Farben belegten Schildfuß.“
Das Wappen wurde vom Kommunalheraldiker Frank Jung gestaltet.
Die Farben der Flagge sind Grün - Silber (Weiß) - Grün gestreift mit aufgelegten Wappen auf dem breiteren Mittelstreifen.

## Persönlichkeiten aus Steuden
- Hermann Ehrenberg (1816–1866), Emigrant und Autor, nach dem in den USA ein Ort und ein Berggipfel benannt sind